# Пана (притока Варзуге)
Пана (рус. Пана) река је у Русији која протиче преко централних делова Мурманске области, односно њеног Кољског полуострва. Десна је притока реке Варзуге, у коју се улива на њеном 97. километру тока узводно од ушћа, и део басена Белог мора.
Свој ток започиње у систему језера недалеко од брда Фјодорова Тундра у централном делу Коле. Тече у смеру југоистока. Укупна дужина водотока је 114 km, док је површина сливног подручја око 2.890 km². У зони ушћа ширина реке достиже и до 100 метара. Најважније притоке су Пунзуј, Индељ, Пурумуајте, Полисарка, Лебјажја, Чернаја.
Значајно је мрестилиште атлантског лососа.